# WCOP Hayloft Jamboree
Das Hayloft Jamboree war eine US-amerikanische Country-Sendung, die von WCOP aus Boston, Massachusetts gesendet wurde.

## Geschichte

### Anfänge
Das Hayloft Jamboree begann 1951 zu senden. Moderator war von Anfang an Nelson Bragg, dessen Ausspruch „Coast to Coast, from Revere to Nantasket, the Hayloft Jamboree tonight!“ am Anfang jeder Sendung zu hören war. Die Show gewann in Neu-England schnell an Beliebtheit und es wurden zusätzlich nachmittägliche Shows im Studio von WCOP eingerichtet. Um 1954 gab es 30 Mitglieder im Hayloft Jamboree, die jeden Samstagabend dort auftraten.

### Erfolge
Um 1954 wurden zwei erfolgreiche Country-Musiker Mitglied der Show: Ray Smith, der zu der Zeit bei Columbia Records unter Vertrag war und Elton Britt, der ebenfalls in verschiedenen anderen Radioshows auftrat und bei RCA Victor seine Platten veröffentlichte. Produzent des Hayloft Jamboress war Autrey L. Mayhew, der weiteren Tätigkeiten im Musikgeschäft nach ging, unter anderem als A&R-Manager und Manager von Jack Clement, der ebenfalls regelmäßig in der Show auftrat. Andere bekannte und erfolgreiche Mitglieder waren Jimmy Walker, Eddie Zack, Tex Owen und Carl Stuart. Die Samstagabend-Shows, die in verschiedenen Auditorien abgehalten wurden, konnten an der gesamten Ostküste der USA gehört werden. Nach 1956 wurde Rosalie Allen Moderatorin der Show.
In den 1960er-Jahren verlor das Hayloft Jamboree an Popularität und wurde aufgrund der schwindenden Quoten abgesetzt.

## Gäste und Mitglieder
| - Ray Smith - Jimmy Walker - Buzz Busby - Elton Britt - Eddie Zack - Tex Owen - Carl Stuart - The Lilly Brothers - Bobby Bobo | - Joe LaFlip - Tex Logan - Gene LaVerne and his Lone Star Ranch Gang - The Big Yank Unit - Pete Lane - Doug Garron and his Rhythm Ramblers - Bob Riley - Lee Thomas - Jerry Devine |

## Auditorien
Eine Liste der Auditorien, in denen das Hayloft Jamboree gastierte.
- Symphony Hall
- The John Hancock Hall
- Boston Arena
- Back Bay Theater
- Chateau Ballroom (Naskatet, MA)
- Mechanics Hall
- King Philip Ballroom
- The Big E